# Svenska Dagbladets litteraturpris
Svenska Dagbladets litteraturpris är ett litterärt pris på 30 000 svenska kronor (2024) som årligen utdelas av Svenska Dagbladet. Priset premierar en lovande svensk författare som är aktuell med en ny bok och vars författarskap är i stark utveckling. Priset instiftades i december 1944 då tidningen firade sextioårsjubileum. 
Priset delades ut första gången i januari 1945 då 1944 års pristagare mottog sitt pris.
Juryn består för närvarande (2024) av: Anders Q Björkman, Josefin de Gregorio, Kristoffer Leandoer, Houssin Vennberg Sninate, Hanna Johansson, Måns Wadensjö och Jenny Aschenbrenner.

## Pristagare
- 1944 – Harry Martinson, Lars Ahlin, Elly Jannes, Ole Torvalds
- 1945 – Sivar Arnér, Björn-Erik Höijer, Arne Nyman, Marianne Alopaeus, Nils Åke Malmström, Astrid Lindgren och Anna Lisa Lundkvist
- 1946 – Stig Dagerman, Tage Aurell och Bengt Anderberg
- 1947 – Erik Lindegren, Otto Karl-Oskarsson, Solveig von Schoultz och Hans Bergrahm
- 1948 – Stina Aronson, Vilgot Sjöman, Ragnar Bengtsson, Bengt V. Wall och Åke Holmberg
- 1949 – Werner Aspenström, Folke Dahlberg, Lars Göransson och Owe Husáhr
- 1950 – Gustaf Rune Eriks, Tore Zetterholm, Hanserik Hjertén och Britt G. Hallqvist
- 1951 – Willy Kyrklund, Staffan Larsson, Per Anders Fogelström och Viveca Hollmerus
- 1952 – Ulla Isaksson, Bertil Schütt, Ragnar Thoursie, Sandro Key-Åberg och Tove Jansson
- 1953 – Sara Lidman och Oscar Parland
- 1954 – Lise Drougge, Birger Vikström och Folke Isaksson
- 1955 – Elsa Grave och Hans Peterson
- 1956 – Walter Ljungquist
- 1957 – Birgitta Trotzig och Erland Josephson
- 1958 – Lars Gyllensten och Åke Wassing
- 1959 – Bengt Söderbergh och Kurt Salomonson
- 1960 – Lars Gustafsson (Bröderna)
- 1961 – Bo Carpelan (Den svala dagen)
- 1962 – Gunnar E. Sandgren (Fursten)
- 1963 – Per Olof Sundman (Sökarna)
- 1964 – Peder Sjögren (Elis)
- 1965 – Per Wahlöö (Generalerna)
- 1966 – P.O. Enquist (Hess)
- 1967 – Sven Lindqvist (Myten om Wu Tao-Tzu)
- 1968 – Stig Claesson (Vem älskar Yngve Frej?)
- 1969 – Per Gunnar Evander (Uppkomlingarna – en personundersökning)
- 1970 – Sven Delblanc (Åminne)
- 1971 – Gösta Friberg (Moder jord)
- 1972 – Rita Tornborg (Docent Åke Ternvall ser en syn)
- 1973 – P.C. Jersild (Djurdoktorn)
- 1974 – Hans O. Granlid (Rackarsång)
- 1975 – Kjell Espmark (Det obevekliga paradiset 1–25)
- 1976 – Göran Tunström (Sandro Botticellis dikter och Prästungen)
- 1977 – Gerda Antti (Inte värre än vanligt)
- 1978 – Tobias Berggren (Bergsmusik)
- 1979 – Göran Sonnevi (Språk; Verktyg; Eld)
- 1980 – Anna Westberg (Walters hus)
- 1981 – Heidi von Born (Hungerbarnen)
- 1982 – Lars Andersson (Bikungskupan)
- 1983 – Peeter Puide (Till Bajkal, inte längre)
- 1984 – Sun Axelsson (Honungsvargar)
- 1985 – Peter Nilson (Guldspiken)
- 1986 – Christer Eriksson (Luften är full av S)
- 1987 – Ernst Brunner (Svarta villan)
- 1988 – Konny Isgren (Övning)
- 1989 – Kristina Lugn (Hundstunden)
- 1990 – Urban Andersson (Det hemliga ljuset)
- 1991 – Inger Edelfeldt (Rit)
- 1992 – Sigrid Combüchen (Korta och långa kapitel)
- 1993 – Agneta Pleijel (Fungi)
- 1994 – Eva Runefelt (Hejdad tid)
- 1995 – Gunnar Harding (Stora scenen och Är vi långt från Montmartre?)
- 1996 – Peter Kihlgård (Anvisningar till en far)
- 1997 – Carola Hansson (Steinhof)
- 1998 – Ellen Mattson (Resenärerna)
- 1999 – Per Odensten (En lampa som gör mörker)
- 2000 – Anne-Marie Berglund (Jag vill stå träd nu)
- 2001 – Maja Lundgren (Pompeji)
- 2002 – Stewe Claeson (Rönndruvan glöder)[6]
- 2003 – Christine Falkenland (Öde)[7]
- 2004 – Birgitta Lillpers (Glömde väl inte ljusets element när du räknade)[8]
- 2005 – Jesper Svenbro (Himlen och andra upptäckter)[9]
- 2006 – Lars Jakobson (Vid den stora floden)[10]
- 2007 – Arne Johnsson (Bäras utan namn till natt till morgon)[11]
- 2008 – Li Li (Ursprunget)[12]
- 2009 – Johanna Holmström (Camera obscura)[13]
- 2010 – Peter Törnqvist (Kioskvridning 140 grader)[14]
- 2011 – Mara Lee (Salome)[15]
- 2012 – Johannes Anyuru (En storm kom från paradiset)[16]
- 2013 – Lena Andersson (Egenmäktigt förfarande)[17]
- 2014 – Kristina Sandberg (Liv till varje pris)[3]
- 2015 – Ola Nilsson (Isidor och Paula)[18]
- 2016 – Lina Wolff (De polyglotta älskarna)[19]
- 2017 – Tove Folkesson (Ölandssången)[20]
- 2018 – Linnea Axelsson (Ædnan)[21]
- 2019 – Amanda Svensson (Ett system så magnifikt att det bländar)[22]
- 2020 – Karin Smirnoff (Sen for jag hem)[23]
- 2021 – Maxim Grigoriev (Europa)[24]
- 2022 – Sara Gordan (Natten)[25]
- 2023 – Judith Kiros (Det röda är det gränslösa)[26]
- 2024 – Hanna Rajs (Samma, mamma)[27]